# The Killer Inside Me (album)
The Killer Inside Me è il terzo album in studio del gruppo musicale statunitense Green on Red, pubblicato nel 1987 su etichette discografiche Mercury Records e Phonogram. Il titolo è ispirato al romanzo noir di Jim Thompson L'assassino che è in me.

## Elenco delle canzoni
Tutte le canzoni scritte da Dan Stuart, Chris Cacavas, CW Prophet, Jack Waterson.
1. Clarkesville
2. Mighty Gun
3. Jamie
4. Whispering Wind
5. Ghost Hand
6. Sorry Naomi
7. No Man's Land
8. Track You Down (His Master's Voice)
9. Born to Fight
10. We Ain't Free
11. Killer Inside of Me

## Formazione
- Dan Stuart - voce, chitarra
- Chris Cacavas - tastiere, chitarra, lap steel, voce
- Jack Waterson - basso
- CW Prophet - chitarre, voce, arrangiamento di archi
- Keith Mitchell - batteria, percussioni
- East Memphis Slim - chitarra
- Mid Town Slick - chitarra